# 말라하이

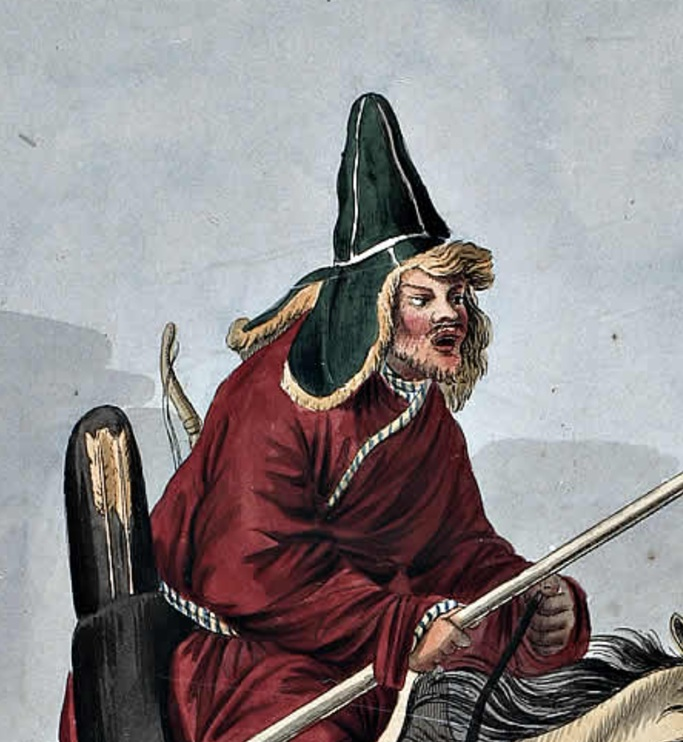
말라하이를 착용한 키르기스스탄 사람. 19세기 그림의 일부이다.

말라하이(러시아어: Малаха́й [məɫɐˈxaj] 또는 Малакай 말라카이[*] [məɫəkəj]; 카자흐어: Малақай 말라카이)는 카자흐스탄에서 18세기 중엽부터 19세기에 걸쳐 중앙아시아의 다른 지역과 러시아, 특히 시베리아로 퍼진 전통적인 털모자이다. 비교적 길다란 원추형, 원통형, 혹은 보다 드물게 사각형의 크라운과 네 개의 덮개가 달렸으며 이는 일반적으로 귀를 덮는 두 개의 긴 측면 플랩, 목과 어깨를 덮는 넓은 후방 플랩, 바이저 역할을 하는 앞 플랩으로 구성된다. 본래의 목적은 추위를 대비한 보온이지만 전투에서 보호구의 역할도 했다. 러시아 고의식파에서는 신도들이 말라하이를 착용하는 것을 종교적인 이유로 금지했다.